# Xibing
Xibing är en köping i sydöstra Kina. Den ligger i Fu'an i staden Ningde i provinsen Fujian, omkring 110 kilometer norr om provinshuvudstaden Fuzhou.